# Smutsia
Smutsia ist eine Gattung aus der Familie der Schuppentiere (Manidae). Ihr werden das Steppenschuppentier und das Riesenschuppentier und damit die beiden bodenbewohnenden Schuppentiere Afrikas zugewiesen. Die beiden Arten bewohnen weite Teile Afrikas vom westlichen Teil des Kontinents über den östlichen bis in den südlichen. Der hauptsächliche Lebensraum umfasst dichte Wälder und offene Landschaften. Sie sind robust gebaut und äußerlich durch das markante Schuppenkleid gekennzeichnet. Die Tiere leben einzelgängerisch und ernähren sich überwiegend von staatenbildenden Insekten, die sie am Boden mit Hilfe ihres Geruchssinns suchen. Die Hauptaktivitätszeiten liegen dabei in der Nacht. Intensive Bejagung durch den Menschen, der die Schuppentiere als Nahrungsressource und in lokalen medizinischen Gebräuchen nutzt, führten zu einem starken Rückgang der Bestände. Darüber hinaus wirkt sich der internationale Handel negativ auf die Populationen der bodenbewohnenden, afrikanischen Schuppentiere aus. Beide Arten sind dadurch in ihrem Bestand gefährdet.

## Merkmale

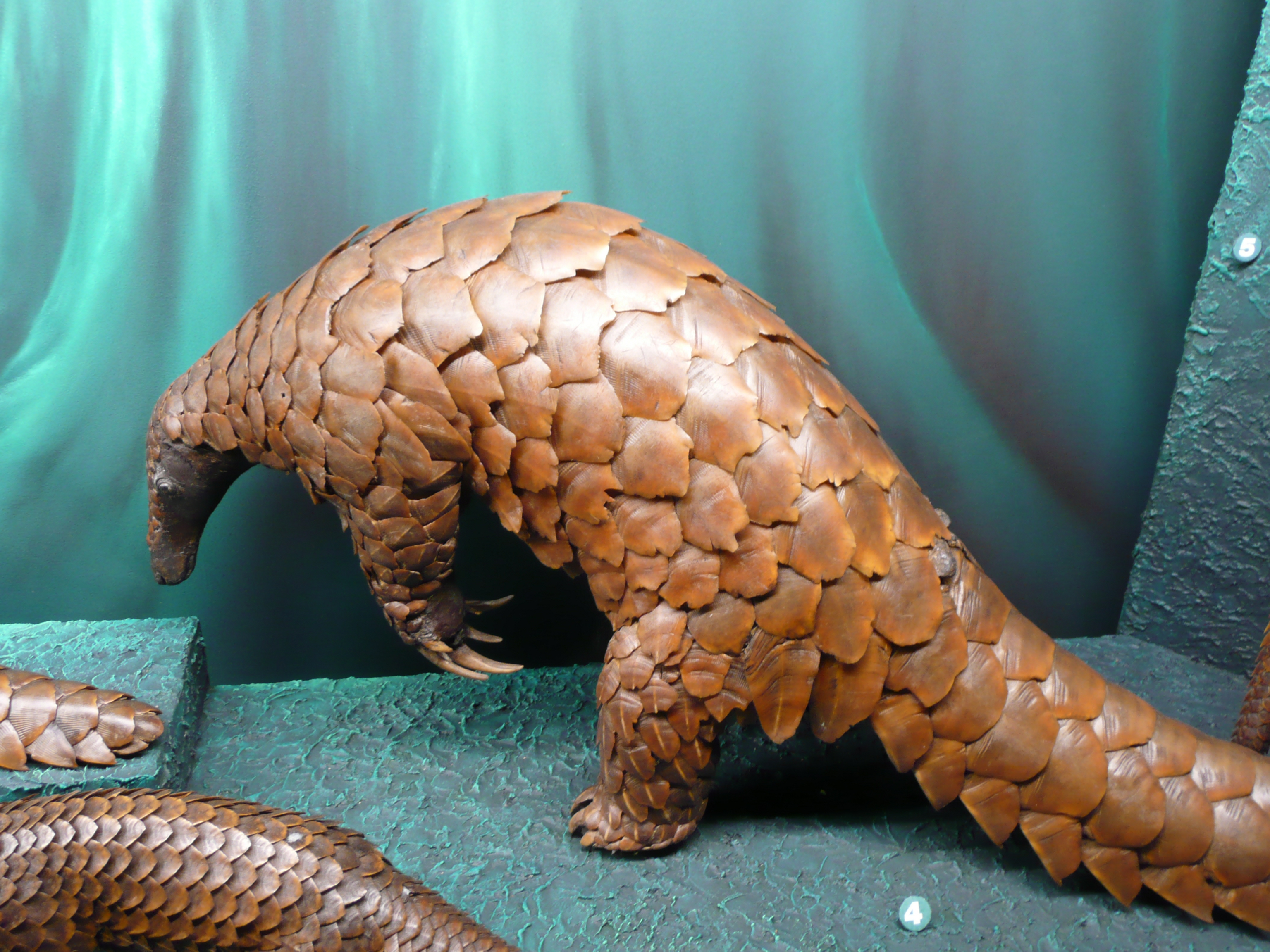
Riesenschuppentier (Smutsia gigantea)

Die Gattung Smutsia stellt mit dem Steppenschuppentier (Smutsia temminckii) und dem Riesenschuppentier (Smutsia gigantea) die beiden größeren Vertreter der Schuppentiere Afrikas. Ihre Kopf-Rumpf-Länge variiert von 30 bis 81 cm, der Schwanz wird noch einmal zusätzlich 37 bis 70 cm lang. Insgesamt ist der Schwanz kürzer als der restliche Körper und im Verhältnis deutlich kürzer als bei den baumlebenden Schuppentieren der Gattung Phataginus. Das Körpergewicht schwankt von 3 bis 35 kg. Der Körper ist kräftig gebaut. Das Schuppenkleid bedeckt wie bei anderen Schuppentieren auch den Kopf, den Rücken und die Seiten des Rumpfes, den Schwanz und die Außenseiten der Gliedmaßen, abweichend von Phataginus erstreckt es sich hier bis auf die unteren Abschnitte der Vorder- und Hinterbeine. Die Schuppen sind im Vergleich zu den baumkletternden Arten massiv und sehr groß, besitzen aber wie bei diesen drei nach hinten weisende Spitzen, die durch Abnutzung im Alter aber nicht immer erkennbar bleiben. Sie ordnen sich am Körper in quer verlaufende Reihen an. Über die Mittellinie des Rückens erstreckt sich eine einzelne Schuppenreihe, die wie bei den Vertretern von Phataginus, aber abweichend von den asiatischen Formen, vor der Schwanzspitze abbricht und durch eine Doppelreihe an Schuppen ersetzt wird. Die Schwanzspitze ist vollständig mit Schuppen bedeckt, während bei den baumlebenden Schuppentieren an der Unterseite ein Tastsinnpolster auftritt. An der Körperunterseite und an den Beinen ist bei den Vertretern der Gattung Smutsia ein kurzhaariges Fell ausgebildet, das bei den Phataginus-Formen dagegen länger wird. Im Unterschied zu den asiatischen Schuppentieren wachsen bei den afrikanischen zwischen den Schuppen keine Haare. Der Kopf besitzt eine konische Form und ist mit kleinen Augen versehen. Die Ohrwülste sind wie bei allen afrikanischen Arten deutlich reduziert, bei den asiatischen aber markant hervortretend. Die Gliedmaßen haben einen kurzen und kräftigen Bau, die vorderen sind meist deutlich kürzer als die hinteren. Sie enden jeweils in fünf Strahlen mit starken Krallen, die an den Füßen auffallend kürzer als an den Händen ausgebildet sind. Die drei mittleren Krallen der Vorderfüße zeigen deutliche Verlängerungen und fungieren als Grabkrallen.

## Verbreitung und Lebensraum
Das Verbreitungsgebiet von Smutsia umfasst weite Teile des afrikanischen Kontinents von West- über Zentral- und Ost- bis nach Südafrika. Im Vergleich zu den baumlebenden Schuppentieren ist das Areal der bodenbewohnenden somit insgesamt deutlich weiter gefasst. Als Lebensraum dienen sowohl offene Landschaften als auch geschlossene Wälder. Dabei bewohnt das Steppenschuppentier vor allem Savannen und Grasländer durchsetzt mit Buschvegetation vom nordöstlichen bis südlichen Afrika, in den dichten tropischen Regenwäldern und Galeriewäldern Zentral- und Westafrikas wird es vom Riesenschuppentier ersetzt. Die Populationsdichte bei beiden Arten ist eher gering.

## Lebensweise

### Territorialverhalten

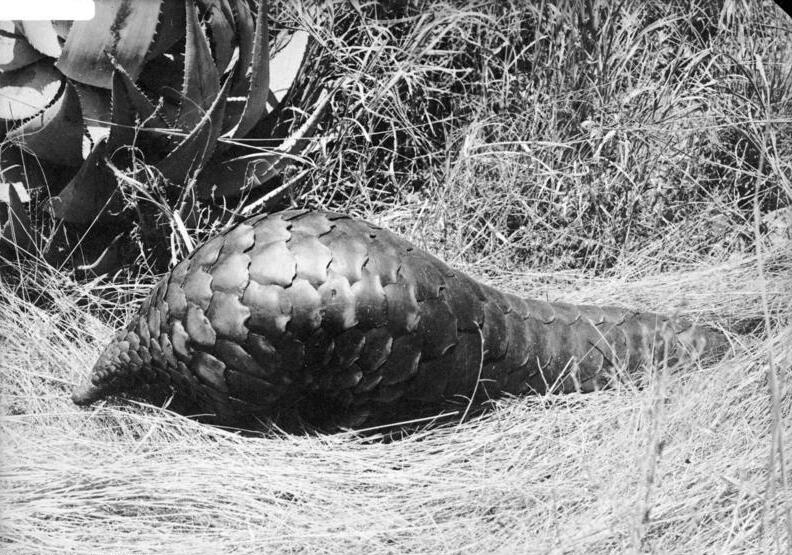
Steppenschuppentier, historische Aufnahme aus dem heutigen Namibia, entstanden zwischen 1906 und 1918

Die Vertreter von Smutsia leben einzelgängerisch und sind weitgehend nachtaktiv sowie überwiegend bodenbewohnend. Dort bewegen sie sich häufig vierfüßig fort, die Vorderfüße werden mit der Außenkante abgesetzt, sodass die Krallen nicht abgenutzt werden. Die Hinterbeine berühren den Untergrund mit der gesamten Sohle. Teilweise laufen die Tiere auch nur auf den Hinterbeinen, was beim Steppenschuppentier aber deutlich häufiger vorkommt. Der Schwanz ist auffallend weniger beweglich als bei den baumlebenden Schuppentieren, wodurch die bodenlebenden nur eingeschränkt zum Klettern befähigt sind. Die Tiere unterhalten Aktionsräume, in denen sie sich über einen längeren Zeitraum, meist einige Jahre, aufhalten. In den Aktionsräumen sind mehrere unterirdische Baue als Rückzugsorte vorhanden. Das Riesenschuppentier ist mit seinen äußerst kräftigen Vorderbeinen ein exzellenter Gräber und legt häufig selber Baue an. Das Steppenschuppentier dagegen verfügt über kürzere und nicht so kräftige Arme und ist so weniger gut zum Graben ausgestattet. Zur Ruhe zieht es sich daher überwiegend in Unterschlüpfe zurück, die von anderen Bodengräbern gegraben wurden. Die Streifgebiete werden mit Duftnoten markiert. Dadurch erfolgt die hauptsächliche Kommunikation über den sehr guten Geruchssinn.

### Ernährung
Sowohl das Steppen- als auch das Riesenschuppentier sind starke Ernährungsspezialisten, deren Nahrung fast ausschließlich aus staatenbildenden Insekten wie Ameisen und Termiten besteht. Beide Arten können daher als strikt myrmecophag angesehen werden. Die Nahrung wird am Boden gesucht, wobei der feine Geruchssinn zum Einsatz kommt. Die Baue der Insekten öffnen die Tiere mit den kräftigen Krallen der Vorderfüße, die Aufnahme der Beute erfolgt mit der langen und klebrigen Zunge. Während des Fressens wird ein Nest nicht vollständig zerstört, die einzelnen Tiere kehren vielmehr mehrere Nächte hintereinander zu diesem zurück. Für die Futtersuche legen die Vertreter der Gattung Smutsia teilweise auch längere Strecken zurück.

### Fortpflanzung
Die Fortpflanzung ist jahreszeitlich nicht beschränkt. Die Tragzeit wird mit drei bis fünf Monaten angegeben. In der Regel kommt ein einzelnes Jungtier zur Welt, das mit geöffneten Augen und einem ausgebildeten, aber noch weichen Schuppenpanzer relativ weit entwickelt ist. Es verfügt außerdem im Gegensatz zu den ausgewachsenen Tieren über einen sehr beweglichen Schwanz und zusätzlich über einen kräftigen Klammerreflex. Die Anfangszeit verbringt es auf dem Rücken oder der Schwanzwurzel des Muttertieres. Nach ein bis drei Monaten nimmt das Junge erstmals feste Nahrung zu sich. Da das Muttertier nach der Geburt relativ schnell wieder empfangsbereit ist, kann es noch während der Aufzucht des einen Jungen, ein neues austragen. Mit der Geburt des neuen Jungtieres verlässt das ältere das Muttertier. Die Lebenserwartung in freier Wildbahn ist nicht bekannt.

## Systematik

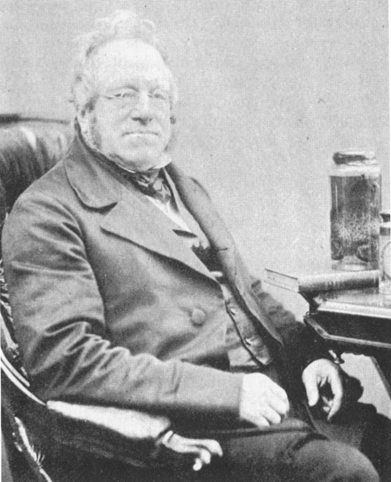
John Edward Gray

Smutsia ist eine Gattung aus der Familie der Schuppentiere (Manidae) und umfasst die bodenbewohnenden Schuppentiere Afrikas. Sie bildet das gegenwärtig einzige Mitglied der Unterfamilie der Smutsiinae. Die baumbewohnenden Schuppentiere Afrikas hingegen gehören der Unterfamilie der Phatagininae mit der Gattung Phataginus an. Beide Linien stehen in einem Schwestergruppenverhältnis zueinander. Ihre Trennung datiert laut molekulargenetischen Analysen in den Übergang vom Oligozän zum Miozän vor etwa 22,9 Millionen Jahren zurück. Die asiatischen Vertreter der Schuppentiere werden durch die Gattung Manis und die Unterfamilie der Maninae repräsentiert; sie formen eine entferntere Verwandtschaftsgruppe, die sich bereits im Verlauf des Eozäns vor 46,9 bis 37,9 Millionen Jahren von der gemeinsamen Linie mit den afrikanischen Schuppentieren abgesetzt hatte. Die Schuppentiere selbst stellen das gegenwärtig einzige Mitglied der Ordnung der Pholidota dar, welche somit Monotypisch ist. Sie sind weitläufig mit den Raubtieren (Carnivora) verwandt, allerdings wurde diese Beziehung erst durch genetische Untersuchungen erkannt.
Neben dem hier vorgestellten Verwandtschaftsschema gibt es auch andere Gliederungsvorschläge der Schuppentiere. Teilweise werden auch die afrikanischen Vertreter innerhalb der Gattung Manis geführt. In diesem Fall erhalten dann Phataginus und Smutsia den Rang von Untergattungen. Andererseits vertreten einige Forscher die Meinung einer stärkeren Differenzierung der Schuppentiere. Demnach umfasst Smutsia ebenfalls die bodenbewohnenden Schuppentiere Afrikas, von der Gattung Phataginus wird aber mit Uromanis noch eine weitere abgetrennt. In ersterer steht dann das Weißbauchschuppentier, in letzterer das Langschwanzschuppentier. Anatomische und phylogenetische Untersuchungen zeigen, dass die asiatischen Schuppentiere eine monophyletische, in sich geschlossene Gruppe bilden und so von den afrikanischen abzutrennen sind. Die afrikanischen Schuppentiere erscheinen dagegen heterogener, wobei allerdings die beiden baumlebenden Schuppentiere Afrikas deutlich eng beieinander stehen, was eine Aufspaltung in zwei Gattungen nicht rechtfertigt. Ebenso formen die bodenlebenden Vertreter eine engere Gruppe.
Der Unterfamilie der Smutsiinae und der Gattung Smutsia werden zwei rezente Arten zugewiesen:
- Unterfamilie: Smutsiinae Gray, 1873

- Smutsia Gray, 1865

- Steppenschuppentier (Smutsia temminckii (Smuts, 1832)); Nordost-, Ost- und Südafrika
- Riesenschuppentier (Smutsia gigantea (Illiger, 1815)); West- und Zentralafrika

Fossil ist noch eine weitere Art beschrieben worden:
- Smutsia olteniensis Terhune, Gaudin, Curran & Petculescu, 2021

Die wissenschaftliche Erstbeschreibung von Smutsia erstellte John Edward Gray im Jahr 1865. Seine kurze Beschreibung lautete:

Upper part of fore and hind feet covered with scales to the toes. Scales broad, short. Tail moderate, very broad to the end; central series of caudal scales not continued to the end.

„Oberer Teil der Vorder- und Hinterfüße bis zu den Zehen mit Schuppen bedeckt. Schwanz moderat, sehr breit zum Ende hin; zentrale Reihe der Schwanzschuppen setzt sich nicht bis zum Ende fort.“

Gray schloss damals nur das Steppenschuppentier in die Gattung ein, das Riesenschuppentier führte er als Pholidotus africanus an der Seite des Malaiischen (Manis javanica) und des Vorderindischen Schuppentieres (Manis crassicaudata), die heute der Gattung Manis angehören. Acht Jahre später benannte Gray die Unterfamilie der Smutsiinae, er führte sie aber auf dem Rang einer Tribus unter der Bezeichnung Smutsiana. Auch hier sah er nur das Steppenschuppentier angehörig. Das Riesenschuppentier hatte er zusammen mit dem Vorderindischen Schuppentier zur Gattung Pangolin verschoben. Teilweise wurden auch die baumlebenden Schuppentiere Afrikas zu den Smutsiinae verwiesen. Eine genetische Studie aus dem Jahr 2017 verwies diese aber zur eigenen Unterfamilie der Phatagininae.

## Stammesgeschichte

### Ursprünge und Anpassungen
Über den Ursprung der Gattung Smutsia ist wenig bekannt. Der extrem bewegliche Schwanz ebenso wie der kräftige Klammergriff bei Jungtieren sind Hinweise darauf, dass die heutigen Vertreter von baumlebenden Vorfahren abstammen. Vergleichbare Merkmale treten typischerweise bei ausgewachsenen Individuen der Arten der Gattung Phataginus auf. Auf diesen Ursprung weisen auch die extrem stark ausgebildeten Krallen der Vorderfüße und die kraftvolle Muskulatur der Vorderbeine beim Riesenschuppentier hin. Diese befähigen es nicht nur im Untergrund zu Graben, sondern auch sehr feste Termitenbaue aufzureißen (deren Härte vergleichbar ist zu einer 3 cm dicken Betonplatte). Im Gegensatz dazu ist das Steppenschuppentier weniger stark an eine grabende Lebensweise angepasst und meidet auch harte Insektenbaue. Dafür vermag es in einen aufrechten Gang zu wechseln, was durch die eher senkrechte Stellung und den leichteren Bau des Beckens ermöglicht wird, aber auch durch die Reduzierung der Muskelmasse im vorderen Körperbereich und die damit verbundene Verlagerung des Körperschwerpunktes. Beim Riesenschuppentier ist das Becken wiederum massiver gestaltet und eher horizontal gelagert, die kräftige, zum Graben notwendige Armmuskulatur sorgt für einen vorgelagerten Schwerpunkt; es kann somit nur schwer in eine bipede Fortbewegung wechseln. Im Vergleich mit dem Riesenschuppentier ist dadurch das Steppenschuppentier die progressivere Art, die sich stärker von den baumlebenden Vorfahren fortentwickelt hat. Wo die Entwicklung zur terrestrischen Lebensweise erfolgte, ob in Afrika oder in Asien, ist unklar. Da die ältesten bekannten Fossilien Afrikas aber bodenbewohnende Schuppentiere repräsentieren, könnte dies für eine Herausbildung in Asien sprechen.

### Fossilreste
Fossile Überreste von Smutsia sind äußerst selten. Bedeutend ist ein Teilskelett aus der Fundstelle Langebaanweg in Südafrika, das aufgrund der Größe und der Körperproportionen dem Riesenschuppentier nahesteht. Es ist mit einem Alter von rund 5 Millionen Jahren, was etwa dem Beginn des Pliozän entspricht, der älteste bekannte Nachweis der Schuppentiere. Etwas jünger sind Reste der Vordergliedmaßen, die im Ostafrikanischen Graben von Uganda gefunden wurden und höchstwahrscheinlich derselben Art angehören. Einzelne Reste des Steppenschuppentieres konnten in der Nelson Bay Cave, wiederum in Südafrika, geborgen werden und datieren in das ausgehende Pleistozän vor 12.000 bis 18.000 Jahren. Mit Smutsia olteniensis stammt der einzige Beleg der Gattung außerhalb Afrikas aus Grăunceanu in Rumänien. Es handelt sich um einen nahezu vollständigen Oberarmknochen, der in den Übergang vom Pliozän zum Unteren Pleistozän gestellt wird. Der Fund zeigt auf, dass Smutsia ursprünglich eine deutlich ausgedehntere geographische Reichweite besaß.

## Bedrohung und Schutz
Die Vertreter der Gattung Smutsia werden wie alle Schuppentiere stark bejagt. Ihr Fleisch gilt als Delikatesse und gelangt so als Bushmeat auf lokale Märkte. Die Schuppen und andere Körperteile hingegen finden Verwendung in örtlichen medizinischen Gebräuchen, etwa dem muti oder juju, da ihnen heilsame Kräfte zugesprochen werden. In einigen Regionen Westafrikas verehren Einheimische die Schuppentiere, vor allem das Riesenschuppentier, auch als Totem, der Brauch geht aber durch erhebliche Bevölkerungsbewegungen infolge regionaler Konflikte zurück. Seit den 1990er Jahren gelangen die bodenbewohnenden Schuppentiere zunehmend auch in den internationalen Handel, wo sie überwiegend nach Ost- und Südostasien exportiert werden. Hauptsächlich nutzt man sie hier in der Traditionellen Chinesischen Medizin. Dieser Handel erfolgt teilweise auch über Europa, wo einzelne Tiere konfisziert wurden, so etwa 2008 und 2011. Die durch diese Ursachen ausgelöste starke Bejagung führt dazu, dass die Bestände der beiden bodenlebenden Schuppentierarten Afrikas stark rückläufig sind, lokal kam es auch schon zum Erlöschen einzelner Populationen. Seit dem Jahr 2000 sind die Vertreter der Gattung Smutsia durch das Washingtoner Artenschutz-Übereinkommen (CITES) geschützt, der Handel mit den Tieren oder deren Körperteilen ist somit verboten (zero annual export quota des CITES). Neben der Jagd durch den Menschen wirkt sich darüber hinaus auch die zunehmende Landschaftszerstörung einhergehend mit der Ausdehnung menschlicher Siedlungen und Nutzflächen negativ auf die Bestände aus. Sowohl das Steppen- als auch das Riesenschuppentier werden von der IUCN als „gefährdet“ (vulnerable) eingestuft.